# Pegel Eckernförde

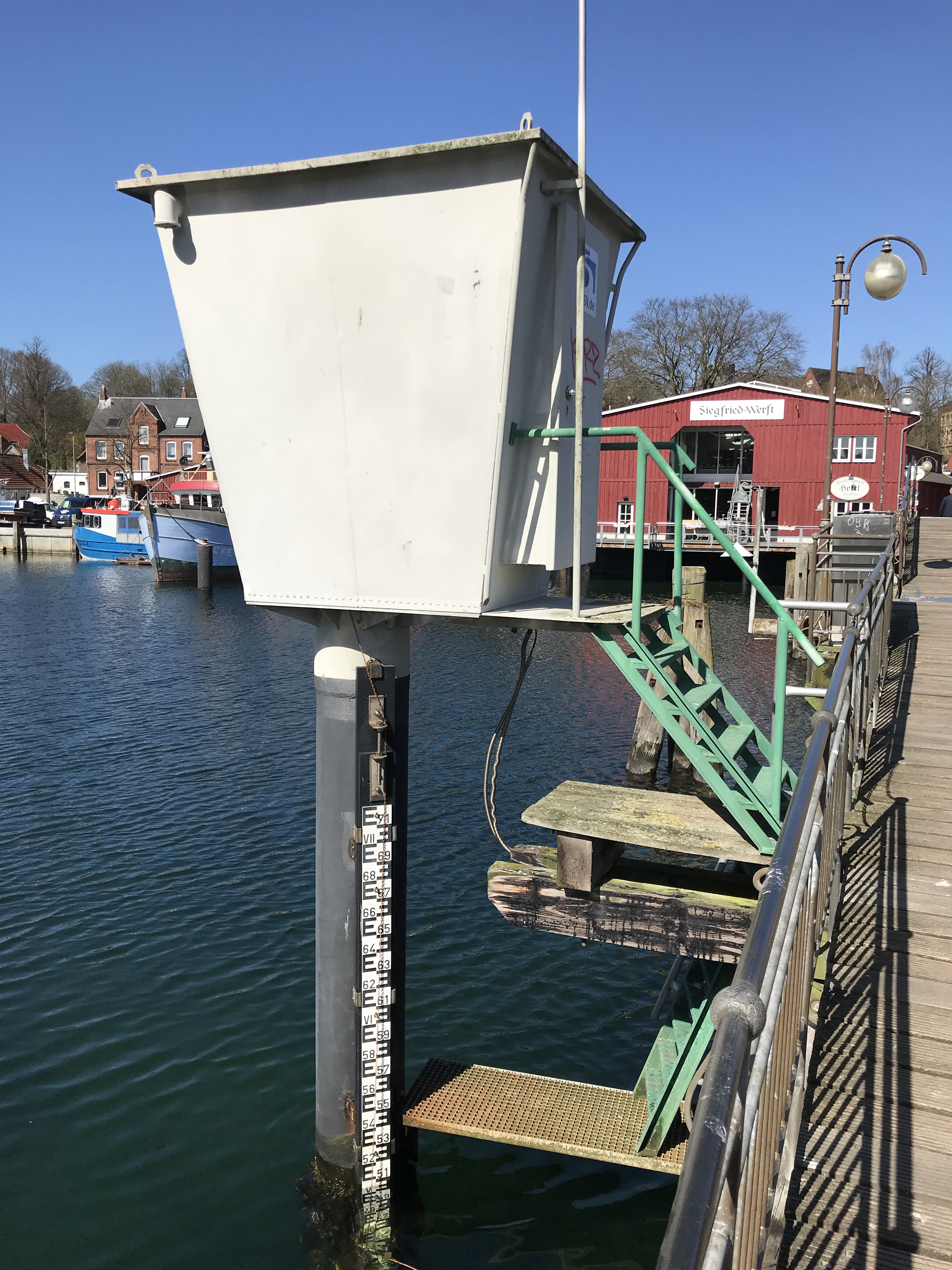
Pegel Eckernförde (2020)

Der Pegel Eckernförde steht im Eckernförder Binnenhafen und misst den Wasserstand der Ostsee. Er ist einer von 32 Pegeln der Ostsee in Deutschland und wird vom Wasserstraßen- und Schifffahrtsamt Ostsee betrieben. Die Messstellennummer lautet 9610045 (DGW). Messwerte stehen seit 1921 lückenlos zur Verfügung und sind daher für statistische Analysen geeignet. Als Pegel an einer Innenküste (am Ende der Eckernförder Bucht) fallen Hochwasserstände in der Regel durch Windstauwirkung höher aus als an Pegeln an offenen Küstenlinien.